# روبين روكا
روبين روكا هو سباح كوبي، ولد في 12 ديسمبر 1940 في سانتياغو دي كوبا في كوبا.

## وصلات خارجية
- روبين روكا على موقع الاتحاد الدولي للسباحة (الإنجليزية)
- روبين روكا على موقع أوليمبيديا (الإنجليزية)